# 比利·威廉斯
比利·利奥·威廉斯（英語：Billy Leo Williams，1938年6月15日—），為美國職棒大聯盟的右外野手。他曾效力過小熊和運動家隊。1987年入選名人堂，1999年入選美國職棒大聯盟世紀球隊的最終決選名單。
威廉斯於1961年拿下新人王。1970年敲出國聯單季最多的205支安打。1972年拿下打擊王，並在MVP票選中拿下第二名。
而威廉斯在小熊隊16個賽季，卻連一次季後賽都沒打過。他一直到1975年才第一次嘗到季後賽的滋味，不過這年運動家在美聯冠軍賽被橫掃出局。而威廉斯也在1999年被小熊選進隊史百年明星隊的成員裡。

## 職業生涯

### 芝加哥小熊

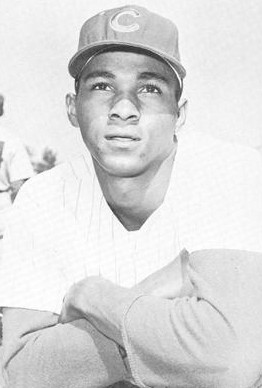
威廉斯，攝於1964年

1959年，他在小熊隊出賽18場比賽。隔年他在3A敲出26支全壘打，並在大聯盟出賽12場比賽。
1961年，他出賽146場比賽，擊出25轟與86分打點，最後他拿下國聯新人王。1962年至1965年，他入選過3次明星賽。而威廉斯在生涯早期守備並不出色，他在菜鳥年的失誤次數還曾是國聯外野手最多的。不過過了幾年後，威廉斯便成為一名守備穩定的選手。而他後來又在1968年、1972年與1973年入選明星賽。
1961年至1973年間，威廉斯每年都能很穩定的敲出至少20支全壘打。他曾經達成過一次單場3轟與2場比賽敲出5轟的紀錄，甚至還曾單季達成2次單場擊出4支長打的紀錄。
1970年，威廉斯的打擊率為3成22，並敲出42轟與129分打點。他在國聯MVP票選上拿下第二名，僅次於強尼·班奇。1963年至1970年間，威廉斯曾締造連續出賽1117場比賽的國聯紀錄（後來該紀錄被史蒂夫·賈維的1207場打破）。而威廉斯也因此獲得「鋼鐵人」這個封號。1972年，威廉斯拿下國聯打擊王，並被The Sporting News評為年度最佳球員。

### 奧克蘭運動家
1974年球季結束後，運動家用新人曼尼·崔歐以及兩名投手向小熊隊交易威廉斯。他以指定打擊身分幫助球隊闖進季後賽。這年他敲出23支全壘打與81分打點，不過他在季後賽7個打數沒有擊出任何安打，最後球隊連輸3場被淘汰。1976年，他僅出賽120場比賽，打擊率僅2成11。他在這年球季結束後退休。

### 生涯打擊數據
| 出賽次數 | 打席  | 打數 | 得分 | 安打 | 二安 | 三安 | 全壘打 | 打點 | 盜壘 | 保送 | 三振 | 打擊率 | 長打率 | 上壘率 | 觸身球 | 守備率 |
| -------- | ----- | ---- | ---- | ---- | ---- | ---- | ------ | ---- | ---- | ---- | ---- | ------ | ------ | ------ | ------ | ------ |
| 2488     | 10519 | 9350 | 1410 | 2711 | 434  | 88   | 426    | 1475 | 90   | 1045 | 1046 | .290   | .492   | .361   | 43     | .973   |

## 晚年

1987年，小熊隊將威廉斯的26號球衣退休。

1987年，威廉斯入選名人堂。同年8月13日，小熊隊將威廉斯的26號球衣給永久退休。這是小熊隊繼厄尼·班克斯的14號球衣後，再度有球員的背號被球隊退休。
1999年，威廉斯入選美國職棒大聯盟世紀球隊的最終決選名單。2010年，小熊隊在瑞格利球場外面設置了威廉斯的雕像來表示對這位60年代的小熊球星的尊敬。
2011年，名人堂成立黃金世代委員會，而威廉斯也被指派為其中一位評審。而小熊隊的三壘手羅恩·桑托成為這年唯一一位被黃金世代委員會推薦入選名人堂的選手。

## 外部連結
- 球員資訊和成績在MLB ，ESPN ，Retrosheet ，Baseball Reference ，Baseball Reference (Minors) ，Fangraphs ，Baseball Almanac （英文）
- 比利·威廉斯在台灣棒球維基館上的頁面（繁體中文）

| 前任： 卡爾·雅澤姆斯基 | 完全打擊 1966年7月17日 | 繼任： Randy Hundley |